# Irving Reis
Irving Reis,  (7 de mayo de 1906, en Ciudad de Nueva York – 3 de julio de 1953, en Cerros del Bosque, California) era un productor de programas radiofónicos y director de cine.

## Biografía
Irving Reis nació en una familia judía (Reis es un apellido Sefardí muy común).
Reis Empezó su carrera como director de fotógrafia en 1929.
En 1931 la revista Variety dijo que Reis cambiaba el mundo del cine por el de la radio. Fue responsable del show radiofónico St. Louis Blues y de otros muchos más en la década de los 30.
Reis fue el creador del programa de radio experimental Columbia Taller, cuya emisión inicial tuvo lugar en julio de 1936.
Reis se mudó a Hollywood en 1938 donde trabajó de guionista en Paramount Pictures. En 1939 comenzó a estudiar dirección de cine.
En 1940 dejó Paramount para ir a RKO Pictures.  Entre sus créditos están Encantamiento , Roseanna McCoy, La Calle Grande, y la adaptación de la obra de Arthur Miller, Todos Mis Hijos (1948). Reis También dirigió la película The Four Poster.

## Filmografía
- Pesca de trucha (1932, corto)
- Uno Noche Llenada (1940)
- Soy Todavía Vivo (1940)
- Footlight Fiebre (1941)
- El Halcón de Gay (1941)
- Fin de semana para Tres (1941)
- Una Fecha con el Halcón (1942)
- El Halcón Toma Encima (1942)
- La Calle Grande (1942)
- Los niños de Hitler (1943)
- Grieta-Arriba (1946)
- El Bachelor y el Bobby-Soxer (1947)
- Todos Mis Hijos (1948)
- Encantamiento (1948)
- Roseanna McCoy (1949)
- Danza en la Oscuridad (1949)
- De Hombres y Música (1951, documental)
- Tres Maridos (1951)
- Nuevo México (1951)
- El Cuatro Cartel (1952)